# Arno Frisch
Arno Frisch (ur. 13 listopada 1975 w Wiedniu) – austriacki aktor telewizyjny, teatralny i filmowy.

## Filmografia

### Filmy
- 1992: Wideo Benny'ego (Benny's Video) jako Benny
- 1997: Zabawne gry (Funny Games) jako Paul
- 1997: Tajemnicze wiedeńskie morderstwo (Blutrausch) jako Dichter
- 1998: Anielski ekspress (Angel Express) jako lekarz
- 1998: Sentymentalne wychowanie (Sentimental Education) jako Mineichmus
- 2001: 99 Euro Films - nowela Ein Mann boxt sich durch
- 2001: Duch Julie (Julies Geist) jako Mark
- 2002: Siedemnastka (Seventeen) jako Arno
- 2002: Der Wald jako Roman Fischer
- 2003: Baden Baden
- 2004: Ars Moriendi
- 2005: Masz na imię Justine jako Niko
- 2005: Blackout Journey jako Valentin
- 2006: Austriacka metoda (Die Österreichische Methode) jako Sascha
- 2008: Fetysz (Fetish) jako John Waits
- 2008: Falco (Falco - Verdammt, wir leben noch!) jako Alois Hölzel
- 2009: Kołysanki (Schläft ein Lied in allen Dingen) jako Rick
- 2010: Glückliche Fügung jako Herbert
- 2010: Bedways jako Max König
- 2017: Life Guidance jako twardy kolega
- 2019: Prélude jako profesor Thibault

### Seriale TV
- 1998: Die Neue - Eine Frau mit Kaliber jako Platt
- 2001: Die Kommissarin jako Torsten Albus
- 2005: Tatort: Die schlafende Schöne jako inspektor Alexander Lohmann
- 2006: Bis in den Tod jako Marc
- 2013: Jednostka specjalna „Dunaj” jako Ricky Flicker
- 2014: CopStories jako Martin Fischer
- 2015: Tatort: Deckname Kidon jako Nemetz
- 2020: Babylon Berlin jako Sandor Gosztony